# Витамины во время беременности

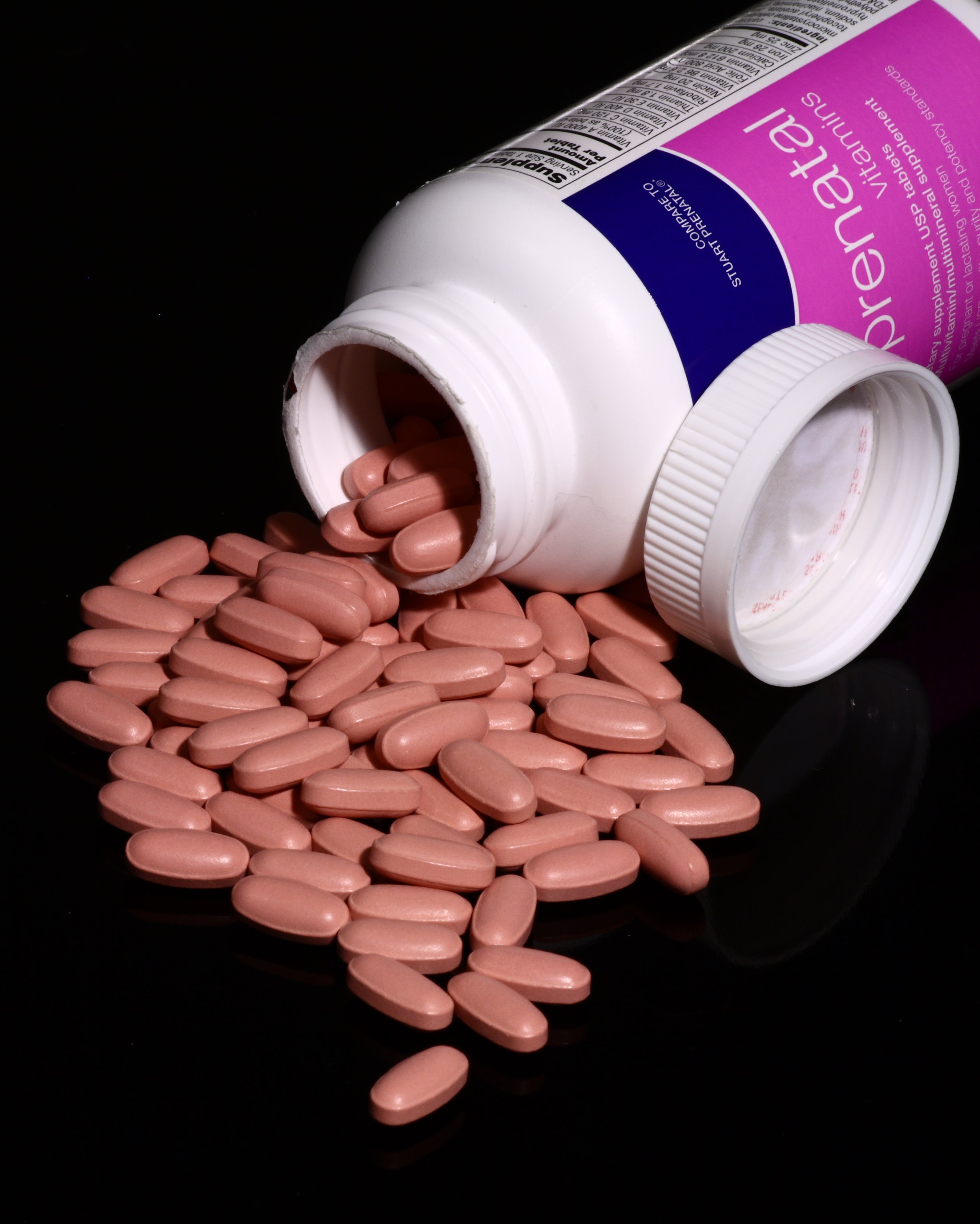
Пренатальные витамины

Беременность женщины связана с изменениями в обмене веществ, работе гормональной системы, составе крови, в потребностях в витаминах и прочих биологически значимых элементах (т. н. минералах). Во время беременности организму требуется в полтора раза больше кальция. Цинка, йода, витаминов B6 и B12 — в среднем на 30 %, а железа и фолиевой кислоты — в два раза.
Витамины и минералы необходимы как для здорового развития эмбриона, так и для поддержания нормального функционирования всех систем организма будущей матери.
Для беременных выпускаются специально разработанные пренатальные витамины, которые отличаются дозировками витаминов с минералами, а также наличием добавок, например омега-3-ненасыщенных жирных кислот. Омега-3-полиненасыщенные жирные кислоты снижают риск преэклампсии и низкого веса при рождении.

## Актуальность проблемы
Согласно исследованиям Института питания, фактически ни одна из современных женщин не вступает в беременность, имея в организме все необходимые витамины и минералы в достаточном количестве. Вне зависимости от возраста, места проживания, уровня доходов, профессии, социального положения каждая будущая мать страдает от частичной нехватки того или иного витамина или минерала. У большинства беременных (70 %) обнаруживается дефицит трёх и более витаминов.
Исследования Института питания показали:
- у каждой из ста беременных женщин обнаруживается дефицит витаминов группы B;
- девяносто пять из ста беременных женщин ощущают недостаток каротиноидов (предшественников витамина A);
- половине всех беременных женщин не хватает аскорбиновой кислоты.

## Дефицит витаминов и минералов у беременных и кормящих женщин
Человеку требуется небольшое (по сравнению с белками, углеводами и жирами) количество витаминов и минералов: тысячные или даже миллионные доли грамма. Но продукты питания не могут обеспечить эту норму веществ.
Во время беременности и лактации особо опасны гиповитаминоз витаминов D, B6, фолиевой кислоты (В9), а также нехватка железа, кальция, йода и цинка.
Из-за недостаточного питания многие женщины вступают в беременность с уже указанными гиповитаминозами. Для восполнения дефицита назначается приём витаминно-минеральных комплексов на стадии планирования и во время беременности.

### Риск при патологической нехватке витаминов и минералов
В I триместре беременности дефицит витаминов и микроэлементов может приводить к порокам развития плода, нарушениям внутриутробного развития, гибели плода. В данном перинатальном периоде происходит закладка органов, отдельных групп клеток и тканей, происходит дифференцировка клеток, плод особенно уязвим и зависим от полноценного обеспечения йодом, фолиевой кислотой и многими эссенциальными микронутриентами. Во II и III триместрах беременности нехватка витаминов не вызывает явных аномалий внутриутробного развития, но часто приводит к нарушению формирования органов и вызывает проблемы в работе сердечно-сосудистой, нервной, эндокринной и пищеварительной системы у ребёнка.
Согласно рекомендациям Минздравсоцразвития витаминотерапию проводят при:
- периконцепционной профилактике;
- нормальном течении беременности;
- преждевременном прерывании беременности;
- гестозе;
- заболеваниях сердечно-сосудистой системы у беременных;
- воспалительных заболеваниях почек у беременных;
- физиологическом послеродовом периоде.

## Витамины и минералы, играющие важную роль в формировании плода

### Витамин B6 (пиридоксин)
Витамин B6 необходим для производства аминокислот, из которых синтезируются белки. Он участвует в кроветворении, регулирует процессы торможения в нервной системе (уменьшает раздражительность, агрессивность). Недостаток этого витамина часто является одной из причин раннего токсикоза. Для плода В6 обеспечивает правильное развитие мозга и нервной системы.
Дефицит витамина B6 в организме женщины вызывает нарушения в работе нервной системы, анемию, болезни желудочно-кишечного тракта. У беременных дефицит витамина B6 повышает вероятность развития судорожного синдрома. Симптомами нехватки пиридоксина при беременности являются тошнота, упорная рвота, снижение аппетита, раздражительность, бессонница.

### Фолиевая кислота (витамин B9)
Фолиевая кислота необходима для формирования тканей плода, обновления и восстановление клеток матери. Экспериментальные данные показывают, что приём фолиевой кислоты некоторое время перед зачатием и в течение беременности снижает риск появления дефектов нервной трубки у новорождённых на 75 %.
Фолиевая кислота играет важную роль в формировании ткани плаценты и новых кровеносных сосудов в матке, поэтому недостаток фолиевой кислоты в период беременности может привести к её преждевременному прерыванию.
Дефицит фолиевой кислоты может проявиться через 1-4 недели в зависимости от особенностей питания и состояния организма. Ранние симптомы нехватки витамина B9: утомляемость, раздражительность, потеря аппетита.

### Витамин B12
Витамин B12 играет большую роль в процессах овуляции, поэтому необходим для наступления беременности. Недостаток этого вещества может привести либо к отсутствию овуляции, либо к прекращению развития оплодотворённой яйцеклетки, что ведёт к выкидышу на ранней стадии беременности.
Дефицит витамина B12 у грудных детей возникает при неправильном питании матери. Также нехватку этого витамина ощущают дети, чьи матери придерживаются вегетарианской диеты.

### Витамин E (токоферол)
Витамин E участвует в процессах тканевого дыхания и метаболизме белков, жиров и углеводов. Также витамин E — это антиоксидант, он защищает организм от вредного воздействия свободных радикалов.
При гиповитаминозе E женщина чувствует нарастающую общую слабость, возникают мышечные боли, из-за чего возможен непроизвольный аборт.
Дефицит витамина E особенно опасен для недоношенных детей. Нехватка этого вещества вызывает нарушения зрения и сопровождается гемолитической анемией.
Специалисты из Университетского медицинского центра Роттердама считают, что избыточный приём витамина E во время беременности может стать причиной возникновения у ребёнка проблем с сердцем.
Было проведено обследование 276 женщин, у детей которых при рождении были обнаружены проблемы с сердцем, и 324 женщин, чьи дети появились на свет абсолютно здоровыми.
Оказалось, что женщины, чьи дети родились с дефектами сердца, потребляли во время беременности большую дозу витамина E, чем все остальные.
Исследование показало, что дети женщин, которые в течение первых двух месяцев беременности принимали более 14,9 мг витамина E в день, в 9 раз чаще появлялись на свет со врождёнными недостатками в работе сердца.

### Витамин D
Дефицит витамина D повышает риск задержки роста плода, преждевременных родов, плацентарной недостаточности, преэклампсии и сахарного диабета беременной.

### Кальций (Ca)
В течение беременности будущему ребёнку для нормального развития требуется примерно 30 грамм кальция. Причём большая часть — в последнем триместре беременности, когда происходит формирование скелета. Однако кальций необходим не только для костей. На более ранних сроках этот минерал требуется для правильного формирования нервной системы, сердца и мышечной ткани.
Если с пищей поступает недостаточно кальция, плод аккумулирует кальций из материнского скелета. Поэтому по мере увеличения срока беременности у женщин может постепенно развиться дефицит кальция и остеопенический синдром.
Ситуация усложняется тем, что во время беременности увеличивается объём жидкости, выводимой из организма, а с ней возрастают и потери кальция. Кроме того, при беременности на метаболизм кальция негативно влияет диета, богатая зернопродуктами (фитатами), сахарами и другими углеводами — они снижают уровень рН в крови и тем самым способствуют экскреции кальция из организма. Этим объясняется обязательное назначение препаратов кальция во время беременности, однако приём кальция в последнем триместре чреват окостенением черепа будущего ребёнка, что может привести к тяжёлым родам. Есть и другая версия, что окостенение родничка обусловлено генетически и приём кальция никак не влияет на процесс родов.

### Железо (Fe)
Железо в составе гемоглобина обеспечивает снабжение кислородом всех органов не только матери, но и ребёнка. Поэтому при дефиците железа плоду не хватает кислорода, в результате увеличивается риск преждевременных родов и рождения мёртвого ребёнка. Нехватка железа во время беременности вызывает атонические маточные кровотечения. Кроме того, низкое содержание железа приводит к ослаблению иммунитета, в результате чего развиваются инфекции, замедляется заживление ран.
Вот почему беременность и грудное вскармливание относятся к физиологическим состояниям, когда женщине требуется длительный приём железа для профилактики железодефицитной анемии как у матери, так и у ребёнка.
ЖДА — железодефицитная анемия выявляется при беременности в 9 случаях из 10. Анемии беременных являются самым распространённым видом патологических состояний беременности.

### Йод (I)
Йод необходим и матери, и будущему ребёнку, поскольку используется в синтезе гормонов, от которых зависит производство белка практически в любой клетке организма. Кроме того, гормоны щитовидной железы необходимы для формирования центральной нервной системы и скелета будущего ребёнка.
Восполнение недостатка йода следует начинать уже на ранних сроках беременности, чтобы предупредить врождённые аномалии развития плода, эндемический кретинизм (умственную отсталость), гипотиреоз. Приём препаратов йода на протяжении всей беременности практически полностью предупреждает формирование зоба, как у матери, так и у плода.
В последние годы в России отмечается существенный рост заболеваний щитовидной железы у беременных. Основная причина возникновения этих заболеваний — недостаточное потребление йода. Это связано с тем, что практически вся территория России является йоддефицитной. Нехватка йода усугубляется экономическими и экологическими факторами.
Показания к применению йода внутрь:
- профилактика заболеваний, связанных с дефицитом йода (при подготовке к беременности, в течение беременности и в период лактации);
- лечение зоба, вызванного дефицитом йода.

### Цинк (Zn)
Дефицит цинка, а также нарушения его метаболизма могут иметь серьёзные последствия, которые проявляются во время беременности и сказываются на росте плода и новорождённого.
Единственным источником цинка для плода является организм матери. Содержание цинка в женском организме влияет на рост плода и вес младенцев при рождении. Умеренная недостаточность цинка приводит к осложнениям во время родов и родовой деятельности, что в итоге может вызвать нежелательный исход беременности. Кроме того, количество цинка в организме матери во время беременности влияет на рост младенцев и частоту заболеваний у детей в младенческом возрасте.
В ряде исследований было показано, что недостаток цинка связан с возникновением таких осложнений беременности, как удлинение родов, послеродовые кровотечения, непроизвольные аборты, развитие врождённых дефектов.
Недостаток цинка может оказаться тератогенным, то есть вызывающим нарушение эмбрионального развития и приводить к формированию дефектов в нервной трубке плода.
У новорождённых детей недостаток цинка связан не только с карликовостью и низкорослостью, но и с нарушением иммунитета, повышением уровня заболеваемости, а в ряде стран и со смертностью от инфекционных заболеваний.
Особенно высок риск развития цинковой недостаточности у недоношенных детей.
В ряде исследований было показано, что добавление цинка в рацион матерей приводит к повышению прибавки в весе детей, находящихся на грудном вскармливании по сравнению с группой детей, матери которых не получали дополнительно цинк.

## Советы по приёму витаминно-минеральных комплексов

### Железосодержащие препараты
Многие продукты питания могут уменьшить эффект от препаратов железа. Зернобобовые и орехи снижают усвоение железа из-за присутствующих в них фитатов. Содержащиеся в чае полифенолы также негативно сказываются на всасывании железа. Не стоит запивать препараты железа молоком или другими молочными продуктами: кальций и фосфаты, которыми богато молоко, мешают усвоению железа. Листовые овощи и яйца тоже затрудняют всасывание железа, но в меньшей степени.
На усвоение железа также негативно влияют некоторые медицинские препараты: антибиотики тетрациклинового и фторхинолонового рядов, а также витамин E.

### Препараты кальция
Компоненты многих пищевых продуктов могут преобразовывать кальций в недоступную для усвоения форму. Сильно затрудняют всасывание кальция зернобобовые продукты, богатые фитатами и фосфором. Многие овощи (особенно щавель, шпинат, смородина) содержат щавелевую кислоту, необратимо связывающую кальций. Несколько меньше на усвоение кальция влияют алкоголь, жиры, чай.

### Препараты цинка
Усвоению цинка также мешают многие продукты — содержащиеся в них вещества образуют с ним нерастворимые соединения. Наиболее активны в этом отношении зернобобовые продукты из-за высокой концентрации в них фитиновой кислоты. Негативно влияют на всасывание цинка зелёные овощи. Затрудняют всасывание цинка также клетчатка и яйца.
Большинство минералов конкурируют с цинком за всасывание. Поэтому не следует одновременно с цинком принимать препараты железа, кальция, меди.
Всасывание цинка ухудшает олово, которое используется в покрытии консервных банок, и может попасть в организм.
Учитывая большое количество нежелательных взаимодействий разных веществ с цинком, лучше избегать приёма препаратов цинка одновременно с пищей. Наиболее рационально принимать цинксодержащие препараты не менее, чем через 2 часа после еды.

### Витамин A (ретинол)
Продукты питания, если только они не содержат нитратов, не подавляют усвоение витамина A. Но при всасывании витамина A возникает другая сложность. Для успешного усвоения витамина A необходимо присутствие жиров, витамина E и белков. При недостатке любого из этих компонентов всасывание витамина A сокращается, даже если пища им обогащена.
Согласно нормам суточного потребления витаминов, принятым в Российской Федерации, беременная женщина должна потреблять не более 1200—1400 мкг витамина A, что соответствует 3960—4620 МЕ. Потребление витамина A в неоправданно высоких дозировках (более 10 000 МЕ/сут) для беременных опасно, так как это может привести к дефектам развития органов и тканей плода. Учитывая риск развития вышеперечисленных состояний, целесообразно использовать в качестве источника витамина A его предшественника — бета-каротин. Бета-каротин превращается в организме в витамин A в определённых количествах, необходимых организму. Бета-каротин не обладает токсическим действием, характерным при переизбытке или передозировке витамина.

### Витамин B1 (тиамин)
Витамин B1 не следует принимать, запивая чаем или кофе. Эти напитки уменьшают поступление тиамина в организм. Кроме того, одновременно с этим витамином нежелательно принимать препараты на основе сульфаниламидов.

## Взаимодействия между витаминами и минералами

### Взаимодействие: кальций-железо
Кальций и железо имеют одинаковый механизм всасывания в организме. Поэтому при одновременном поступлении в желудочно-кишечный тракт они конкурируют за усвоение. Многочисленные исследования показали, что кальций существенно снижает всасывание железа в желудочно-кишечном тракте (примерно в 2 раза).
В одном из исследований группа из 12 физически здоровых женщин получала препараты, содержащие либо и кальций, и железо, либо только железо, но в два раза меньше, чем в первом препарате. Однако в крови у женщин содержалось одно и то же количество железа. Это говорит о том, что всасывание железа из обоих препаратов практически одинаково. Подобные данные были получены и в других исследованиях, где в группу наблюдения входили беременные женщины, принимавшие препараты с различным содержанием кальция.
На основе этих работ учёные дали рекомендации принимать витаминно-минеральные препараты с содержанием кальция не более 250 мг и железа 60 мг — так обеспечивается всасывание того количества железа, которое адекватно рекомендованной дозе в 30 мг.
Предотвратить нежелательные взаимодействия кальция и железа можно и другим способом: употреблять продукты, содержащие кальций (молоко, зелёные овощи, рыбу), отдельно от богатой железом пищи (мясо, печень). А при выборе витаминно-минеральных препаратов следует отдавать предпочтение тем, которые состоят из нескольких таблеток, принимаемых с интервалом в несколько часов в течение суток. При этом кальций и железо должны находиться в разных таблетках.
Однако стоит учесть, что препараты железа для перорального приёма иногда плохо переносятся, и это часто ограничивает их применение на поздних сроках беременности. Поэтому целесообразно принимать витаминно-минеральные комплексы с железом уже в период планирования беременности и на её ранних сроках.

### Другие взаимодействия и аллергические реакции
Если витамин B12 и витамин C (аскорбиновая кислота) находятся в одной таблетке, то от 10 до 30 % витамина B12 окисляется витамином C и превращается в бесполезные и вредные для человека соединения.
Магний затрудняет усвоение железа в желудночно-кишечном тракте. Точно так же за усвоение конкурируют цинк и хром. Для усвоения витамина B12 необходим кальций. А для усвоения кальция необходим витамин D3. (Такие взаимодействия между веществами называют синергичными).
Негативные взаимодействия микронутриентов могут проявляться не только в уменьшении степени усвоения того или иного компонента. Иногда такие взаимодействия принимают очень неприятные формы. Например, при совместном приёме витаминов B12 и B1 возможны реакции аллергического типа.
Итак, с одной стороны, во время беременности необходим приём витаминов и минералов. С другой стороны, не все витамины и минералы могут усваиваться в полном объёме, а некоторые даже могут вызвать аллергическую реакцию при совместном приёме. Чтобы избежать нежелательных реакций организма на приём витаминов и минералов, необходимо принимать антагонистические микронутриенты отдельно, а синергичные — вместе. Интервал между приёмами должен составлять 4-6 часов, что практически исключает отрицательные взаимодействия.